# Straßenmusik
Straßenmusik hat sich vor allem in den letzten Jahrzehnten des 20. Jahrhunderts als Form der Kleinkunst etabliert. Es gibt sie allerdings schon mindestens seit der frühen Antike, wie von den Wandersängern der vorhomerischen Zeit und aus dem alten Iran bekannt ist. In anderen Kulturen sind seit langem Berufsstände, die der Funktion früherer keltischen Barden entsprechen, bekannt.
Straßenmusik wird von Instrumentalisten oder Sängern, gelegentlich auch von Alleinunterhaltern vorgetragen. Wenn die Musiker alleine anstatt als kleine Gruppe auftreten, nutzen sie mitunter Tonträger für die Begleitmusik. Die Musiker stellen sich auf der Straße auf und präsentieren ihr Können, wofür sie von Passanten Geld erbitten, meist in Form eines Huts oder Instrumentenkastens, in den die Zuhörer Geld als Kleinstspende werfen können.
Häufig sind Straßenmusiker Musikstudenten oder auch junge Menschen auf Reisen, die sich so einen Teil ihrer Reisekosten finanzieren. Vereinzelt entwickeln sich aus den Musikern gefragte Künstler, wie einige Rapper oder die brasilianischen Emboladas.

## Motivation

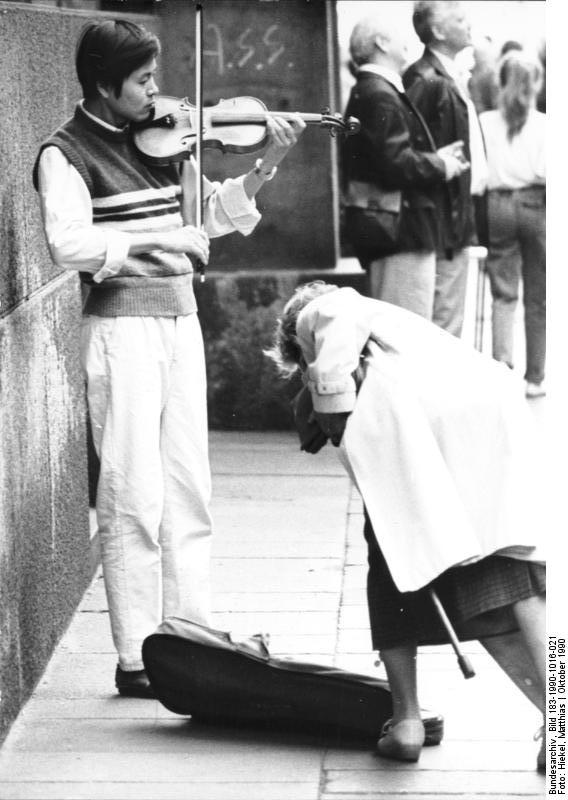
Ein vietnamesischer Student und ehemaliger Vertragsarbeiter als Straßenmusiker nach der Wiedervereinigung (Berlin, 1990)

Straßenmusiker sind eine Kategorie von Straßenkünstlern. Straßenmusik wird oft gemeinsam mit anderen Kunstformen wie Jonglage, Artistik, Clownerie und ähnlichem dargeboten. Straßenmusiker betreiben die Musik teilweise als Hobby oder zur Perfektion. Teilweise betreiben sie die Musik aber auch als kleinen Gelderwerb – wie manche Arbeitslose, ausländische Studenten (speziell aus Osteuropa) und einzelne Bettler – oder dauerhaft zum Lebensunterhalt, insbesondere in Ländern, die – anders als in den meisten europäischen Staaten, oder etwa den USA – professioneller Musik-Ausübung kaum existenzsichernde Bedingungen bieten (kommunal finanzierte oder Orchester des öffentlichen Rundfunks). Teilweise leben die Musiker unter prekären Verhältnissen und müssen mit Anfeindungen rechnen.
Oft werden Straßenmusiker auch tätig, um größere Fertigkeit an ihrem Instrument zu erlangen, wenn sie noch kaum auf Engagements in der Szene hoffen können – wie junge Jazzmusiker oder Studenten der Musikakademie. Neben der Möglichkeit eines Einkommens geht es vielen Straßenmusikern um die Übung ihrer Fertigkeiten, aber auch um Erfahrungen mit neutralem Publikum. Auch ein gewisses Kennenlernen der Musikszene und Erlangung eines Bekanntschaftsgrades ist ein mögliches Ziel.
Einige Musiker leben hiermit aber auch ihren Traum oder ihren Beitrag zu sozialen Bewegungen und basisdemokratischer Auseinandersetzung mit Unterdrückung. Politische Motive haben in den 1970er und 1980er Jahren viele Liedermacher bewogen, ihre Lieder den Passanten vorzutragen, eine Gegenöffentlichkeit für gesellschaftskritische Inhalte zu schaffen und gegebenenfalls auch bei Demonstrationen und Streiks mitzuwirken.

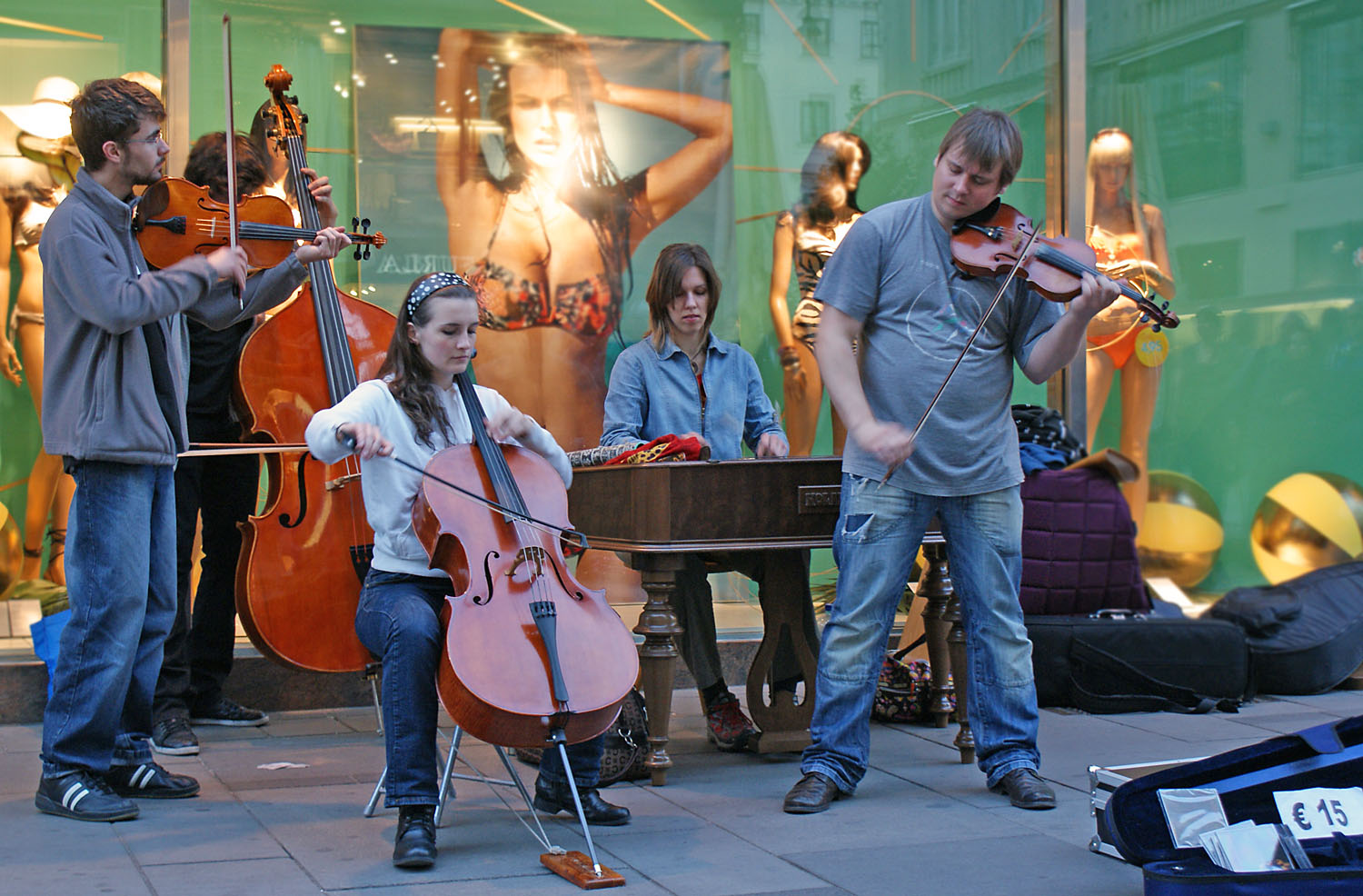
Straßenmusiker in Wien (2011)

Straßenmusik erfreut sich vor allem bei alternativen Reisenden großer Beliebtheit, die mit der Straßenmusik die Kosten ihrer Reise und der Verpflegung decken. Musikstudenten aus Ländern Osteuropas nutzen die Straßenmusik regelmäßig zur Finanzierung ihres Studiums, indem sie in wohlhabenderen Ländern Straßenmusik machen und somit gleichzeitig das Land und die Gesellschaft kennenlernen. Bettler erlernen häufig die Grundtechniken eines Instruments, um ihre Erträge zu vergrößern. Viele Jugendliche schlüpfen auch in die Rolle des Straßenmusikers, um sich einen Teil ihrer Reisekosten einzuspielen.
Von Straßenmusikanten spricht man, wenn das künstlerische Niveau weniger hoch ist. Ein typischer Straßenmusikant früherer Jahrzehnte war der Drehorgel-Spieler (Österr. "Werkelmann"), der manchmal auch Hobbysänger zum Mittun anregte. Inzwischen wurde diese Musikform an U-Bahn-Stationen etc. durch Gitarristen oder Akkordeonspieler abgelöst, doch auch durch diverse Holz- und Blechbläser und Künstler an der Maultrommel.

## Standorte
Straßenmusiker bevorzugen stark frequentierte Orte, zum Beispiel Einkaufsstraßen, Fußgängerzonen, touristische Sehenswürdigkeiten oder öffentliche Verkehrsmittel. Auch Stationen der U-Bahn, periodische Straßenmärkte oder im Sommerhalbjahr beliebte Parkanlagen werden gerne bespielt. Darüber hinaus gibt es spontane oder organisierte Festivals für Straßenkünstler. Die meisten Straßenmusiker sind Instrumentalisten, die oft auch mehrere Musikinstrumente beherrschen.
Wieweit die Ladenbesitzer die Straßenmusiker schätzen, hängt vom Lokalkolorit der Stadt ab. Ob sie sie dulden müssen, ist rechtlich meist ungeklärt, solange nicht der Tatbestand einer öffentlichen Ruhe- oder Ordnungsstörung zutrifft. Manche Lokale heuern sogar Musiker an, z. B. Cafés, Weinstuben oder die Wiener Heurigen, doch stellt dies schon den Übergang zwischen Straßen- und Berufsmusikern dar.

## Rechtlicher Status
Der rechtliche Status der Straßenmusik ist regional stark unterschiedlich. Während in manchen Regionen, vor allem Metropolen, starke Reglementierungen über Zeit und Ort bestehen, wann und wo Straßenmusik gemacht werden darf, und teilweise eine Genehmigung notwendig ist, werden Straßenmusiker in anderen Gegenden geduldet, wo immer sie sich aufstellen.
Mancherorts gilt die Regel, dass sie maximal eine halbe Stunde an ein und derselben Stelle spielen dürfen und anschließend den Standort wechseln müssen. Bei politisch motivierter Straßenmusik kam es teilweise zu Auseinandersetzungen zwischen Geschäftsleuten, Polizei und Musikern, die von Seiten der Musiker als „sehr langer und harter Krieg“ beschrieben wurden und mit Verhaftungen endeten.

## Musikstile

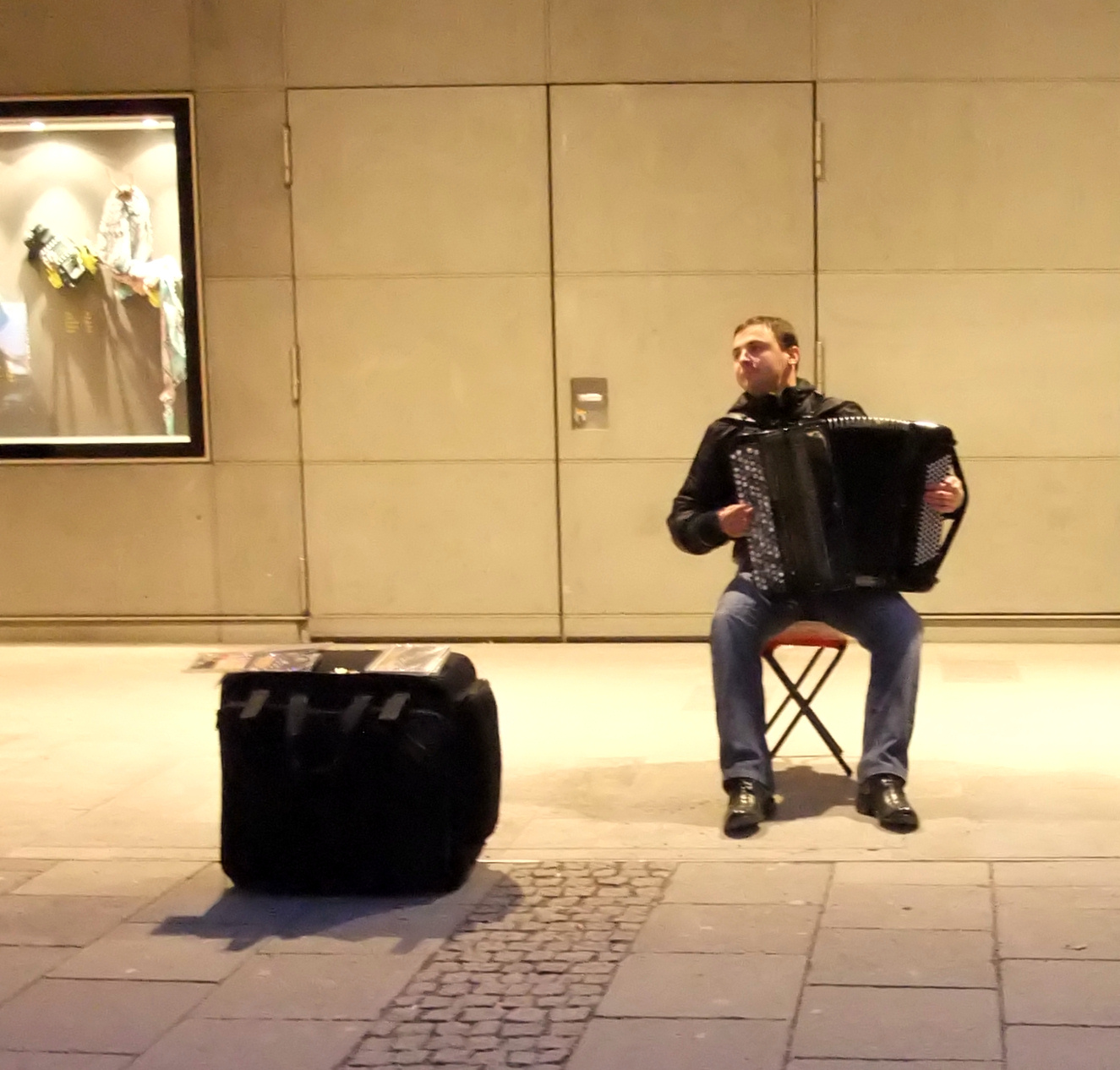
München, Sendlinger Straße

An Musikstilen findet sich fast alles von Barockmusik und Klassik über Jazz-, Country-, andine und Volksmusik bis zu Rock- und Popmusik.
Hochburgen der Straßenmusik sind in Europa beispielsweise Dublin, London, Berlin, Wien, Prag, Salzburg, Köln, Mannheim, Barcelona und andere mediterrane Städte. Hochburgen der US-Straßenmusik sind u. a. Memphis in Tennessee, New Orleans sowie New York City und Chicago.
Auch manche Tanzstile wurden von Straßenmusikern geprägt oder weiterentwickelt, z. B. Formen des Jive, Breakdance oder neuerdings Jumpstyle.
• „Strassenmusik in Rom“ⓘ

## Instrumente
Neben professionellen Instrumenten mit oder ohne elektronische Verstärkung kommen auch Instrumente unter dem Begriff Objekt-Perkussion zum Einsatz. Das sind zweckentfremdete Alltagsgegenstände, die als Musikinstrumenten genutzt werden. Zum Beispiel mit Wasser gefüllte Glasflaschen oder leere Plastik-Eimer (Bucket drumming).

## Bekannte Straßenmusiker

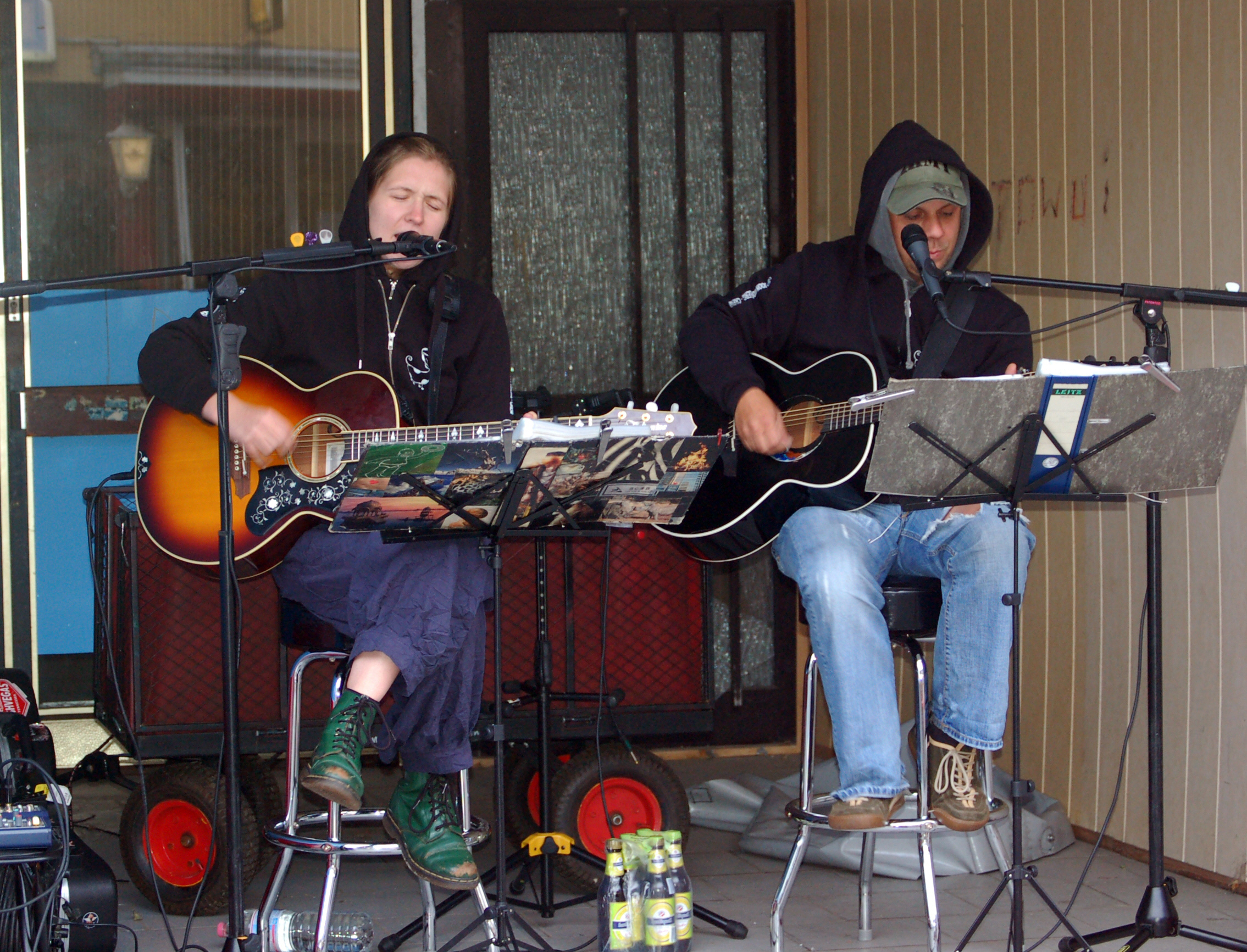
Joon Wolfsberg noch als Straßenmusikerin (2011)

Eine ganze Reihe erfolgreicher Musiker im Jazz und in Rock- und Popmusik haben als Straßenmusiker begonnen. Einige davon sind:
- Dub Fx
- Tracy Chapman[4]
- Rod Stewart
- Mike Marriott
- Florian der Geiger
- R. Kelly
- Paul Simon
- The Kelly Family
- Madeleine Peyroux
- Michael Hirte
- John Butler
- Mr. Woddy
- Aura Dione
- Soluna Samay
- Saltatio Mortis
- Tash Sultana
- Tones and I

sowie eine Reihe anderer Folklore- und Liedermacher wie Wolfgang Ambros, Marc Bolan, Nikitaman, Yann Tiersen, Sidney Bechet, Steve Coleman, Floyd Council, Ted Heath, River Phoenix, Hank Williams, Pawel Runow, Blaise Siwula, Aaron Dodd. Seltener sind weibliche Straßenmusiker zu sehen. Hierzu gehören unter anderem Alice Phoebe Lou, Kathy Kelly, Elsa Oehmigen und Joon Wolfsberg. Es gibt auch reine Instrumentalisten, wie Musiker am Charango, am Banjo, an Gitarre oder Akkordeon.
Viele Straßenmusiker wurden später bekannte Autoren und Komponisten, so Walter Mossmann, Gerald Jatzek oder Herwig Strobl, der sich „König der Straßenmusikanten“ nannte. Ehemalige Straßenmusiker wirken bei Elster Silberflug und Faltsch Wagoni mit.
Einige bekannte Künstler, die Straßenmusik als adäquate Form der Musikkunst gesehen und gelebt haben, sind Klaus der Geiger und Moondog.

## Beispiele

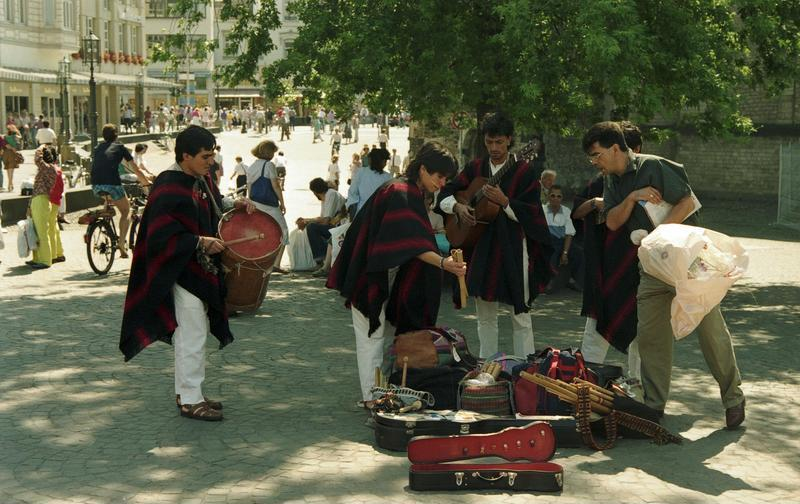
Andine Musikgruppe 1991 in Bonn
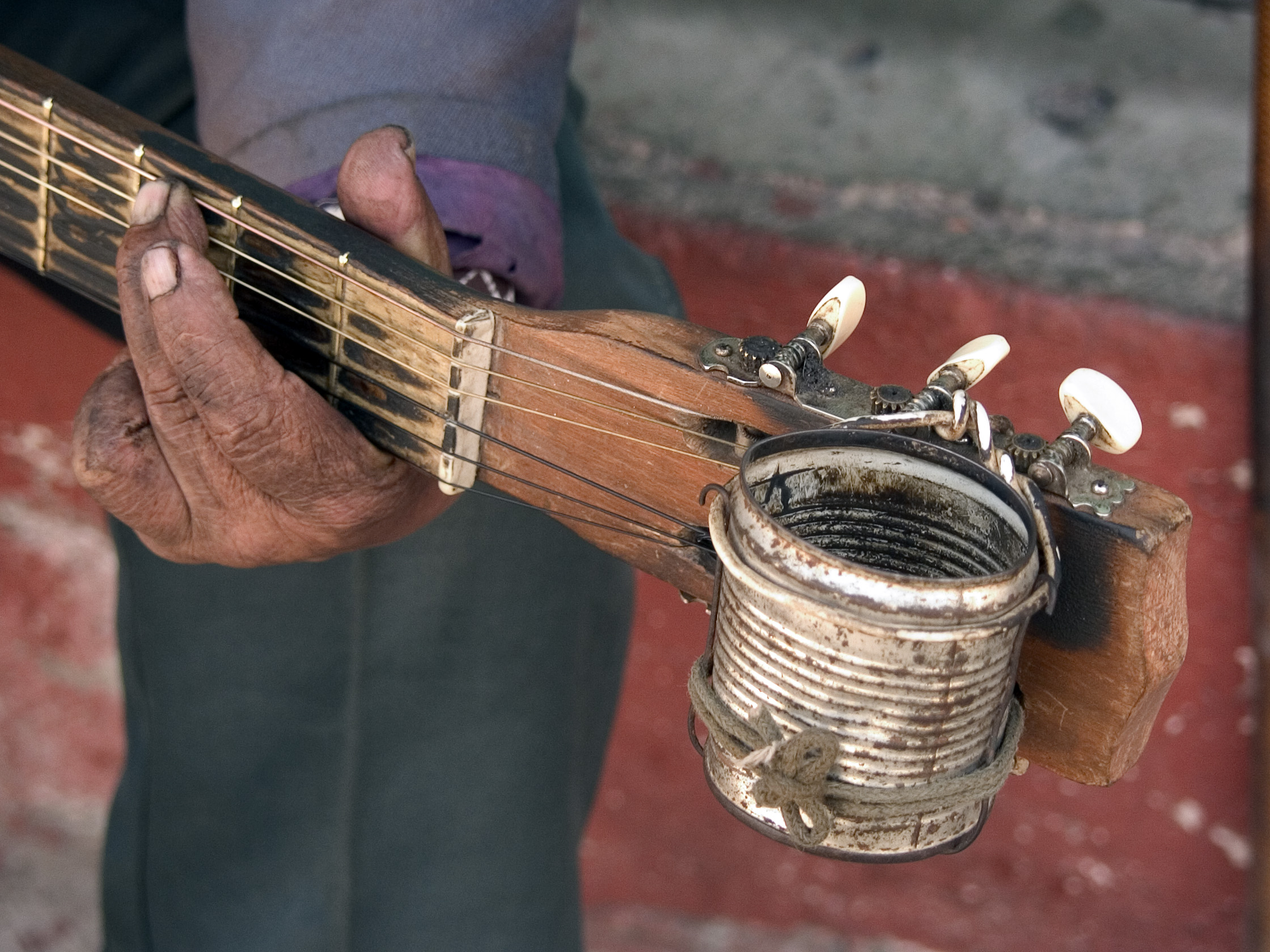
Gitarrist mit Sammelbüchse in Guanajuato, Mexiko
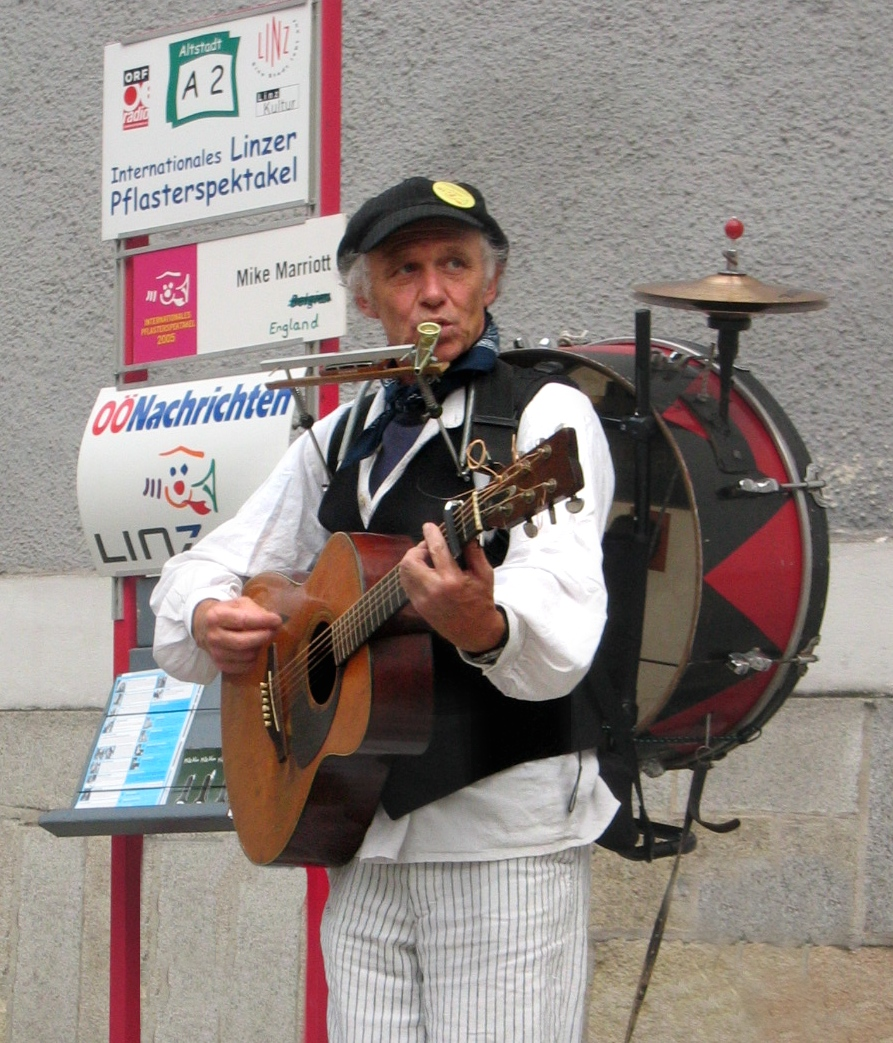
Folksänger Mike Marriott
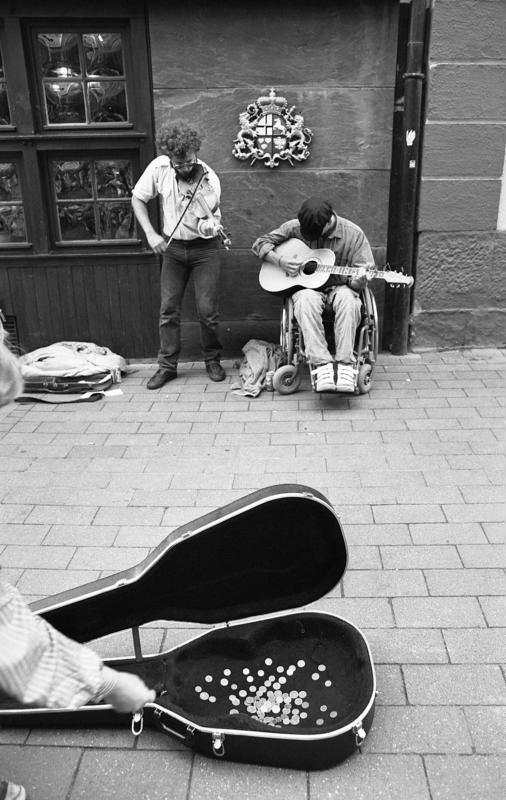
Straßenmusikanten 1988 in Bonn
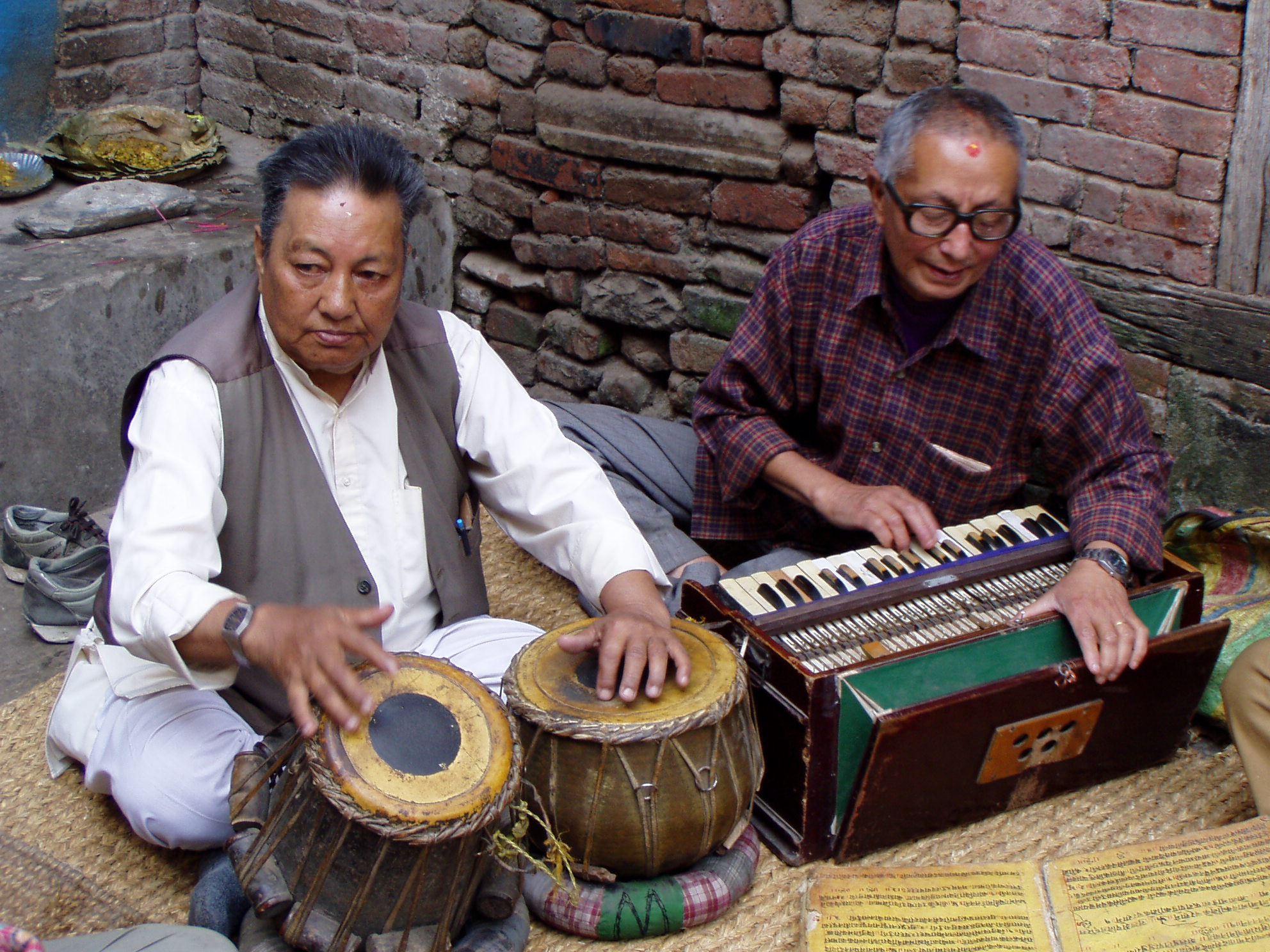
Sänger devotionaler Lieder mit Harmonium, begleitet von einem Tabla-Spieler vor einem hinduistischen Schrein in Kathmandu, Nepal
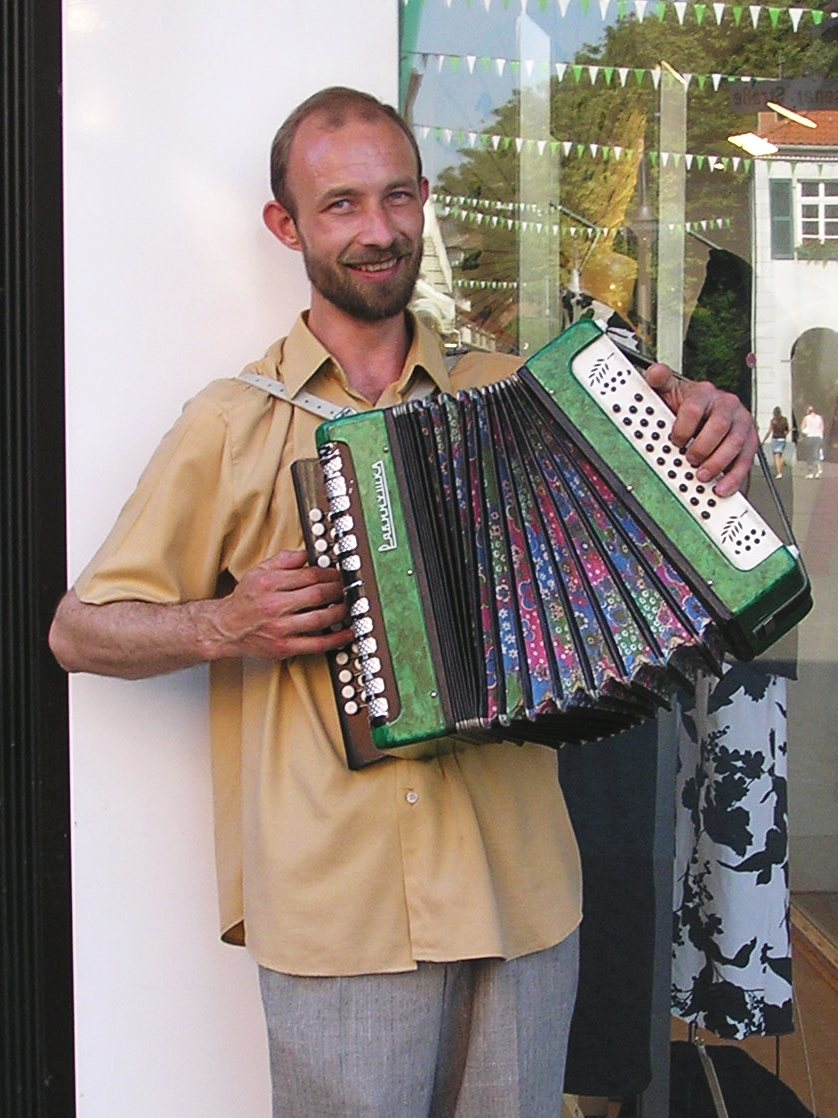
Garmon-Spieler
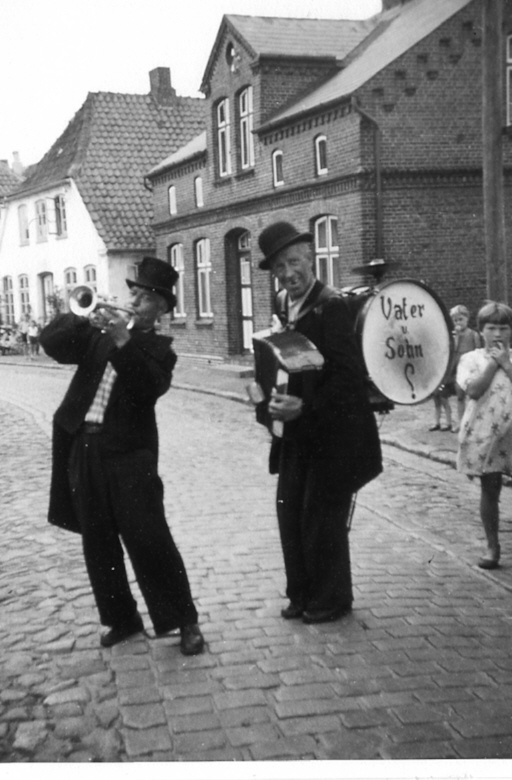
Straßenmusikanten 1960 in Wesselburen
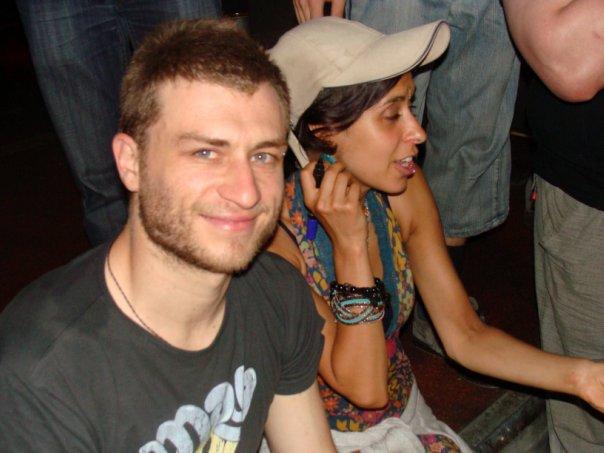
Live-Looping-Künstler Dub FX
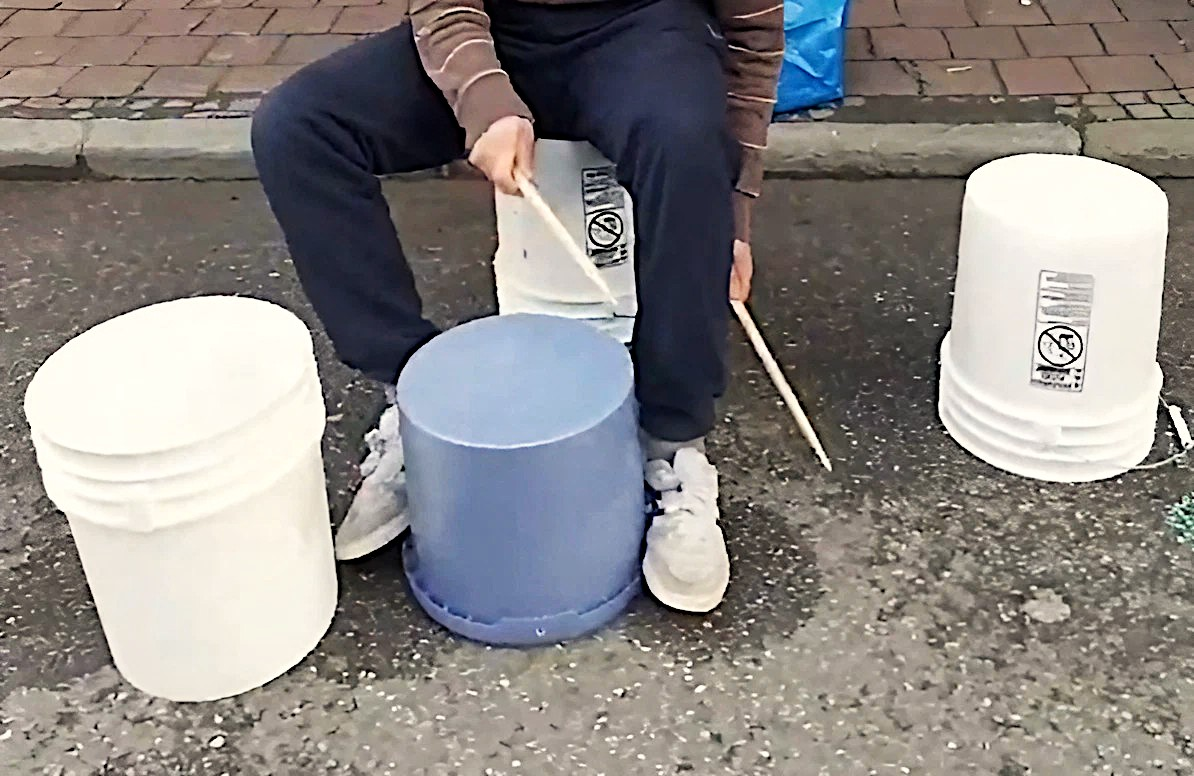
Straßenmusik "bucket drumming" auf Plastik-Eimern
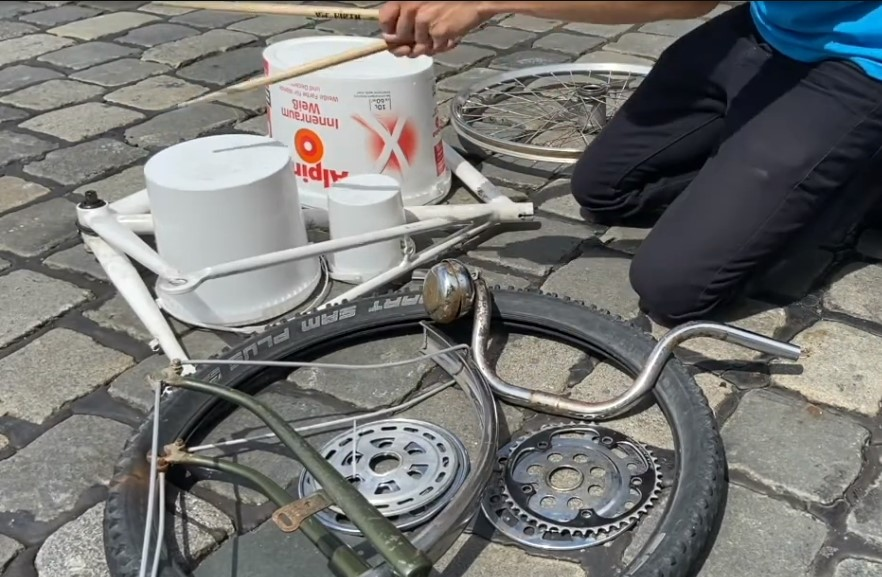
Schlagzeug aus Fahrradteilen und Plastik-Eimern

## Straßenmusik-Festivals
In vielen Ländern haben sich in neuerer Zeit Straßenmusik-Festivals etabliert. Das seit 1988 bestehende Ferrara Buskers Festival nimmt für sich in Anspruch, das größte und älteste dieser Festivals zu sein. Andere europäische Festivals sind:
- Buskers Bern (seit 2004)[6]
- Buskers Braunschweig[7]

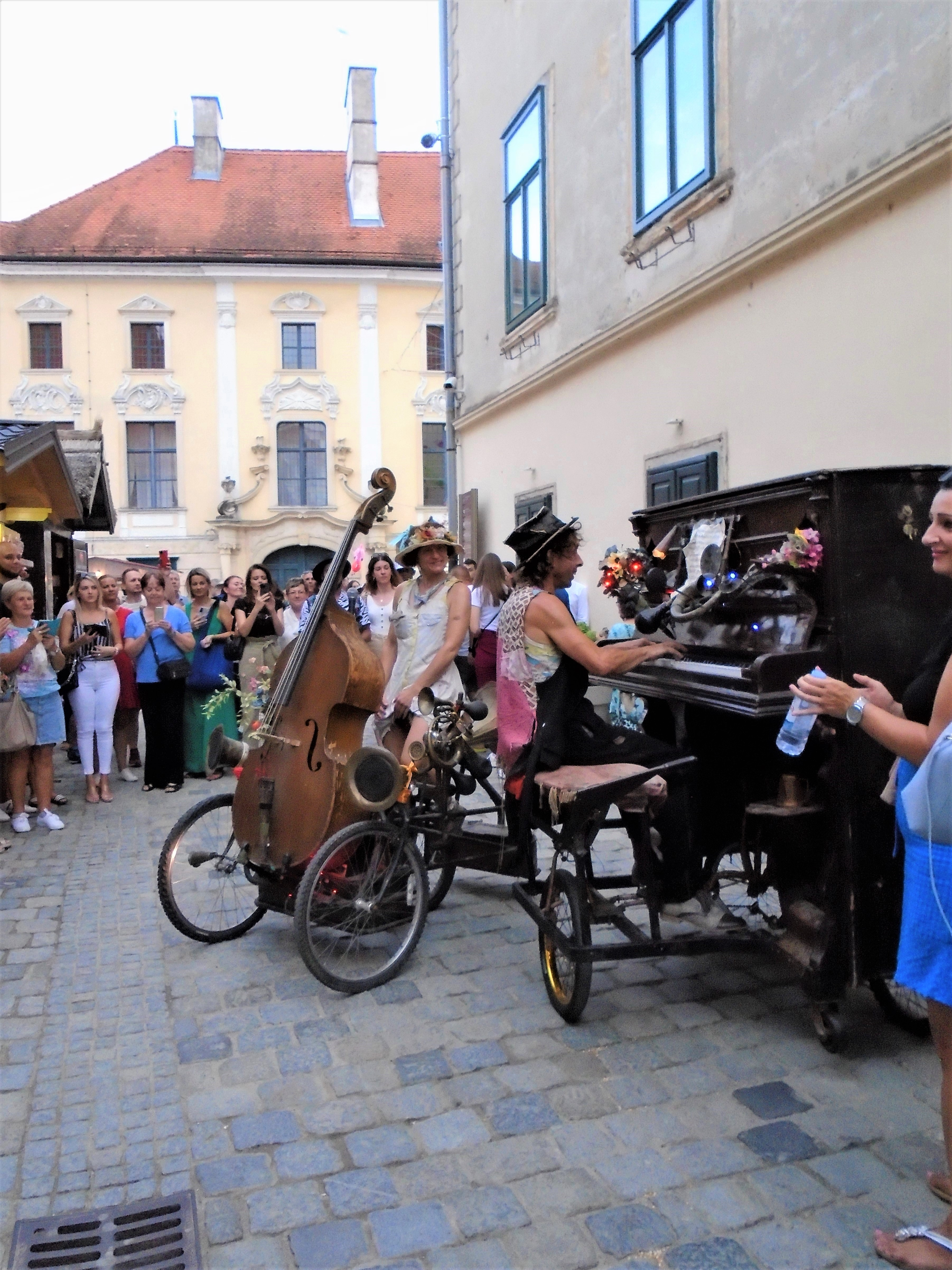
Straßenmusikanten beim Špancirfest in Varaždin, Kroatien

- Internationales Straßenmusikfestival Baden-Württemberg, Ludwigsburg
- Buskers Festival, Neuchâtel[8]
- Ulicnih Sviraca Novi Sad[9]
- Festival Convivencia, Ramonville-Saint–Agne[10]
- Buskerfest Makedonija, Skopje[11]

Bei der Street Performance World Championship in Dublin treten Straßenmusiker und andere Künstler zum Wettbewerb an.
Auf dem Rudolstadt-Festival, dem größten europäischen Weltmusik-Festival ist die Straßenmusik jedes Jahr ein wichtiger Programmpunkt.